# 電擊PlayStation

《電擊PlayStation》是日本ASCII Media Works（原MediaWorks）發行的遊戲雜誌，1994年12月16日作爲《電撃G's magazine》的增刊發行。雜誌最早報道與PlayStation相關遊戲資訊，後來還包括PlayStation 2、PlayStation 3和PlayStation Portable遊戲資訊。國際中文版授權由青文出版社發行。2020年3月28日發行Vol.686後停刊。

## 外部連結
- 電撃PlayStation （页面存档备份，存于）
- 電撃オンライン （页面存档备份，存于）
- 電撃オンライン的X（前Twitter）
- 電撃オンライン的Facebook專頁
- YouTube上的電撃オンライン頻道
- デンプレコミック - Niconico靜畫